# Imi N'Oulaoune
Imi N'Oulaoune (àrab إمي نولاون) és una comuna rural de la província de Ouarzazate de la regió de Drâa-Tafilalet. Segons el cens de 2014 tenia una població total de 21.061 persones.